# Pena de morte no Japão

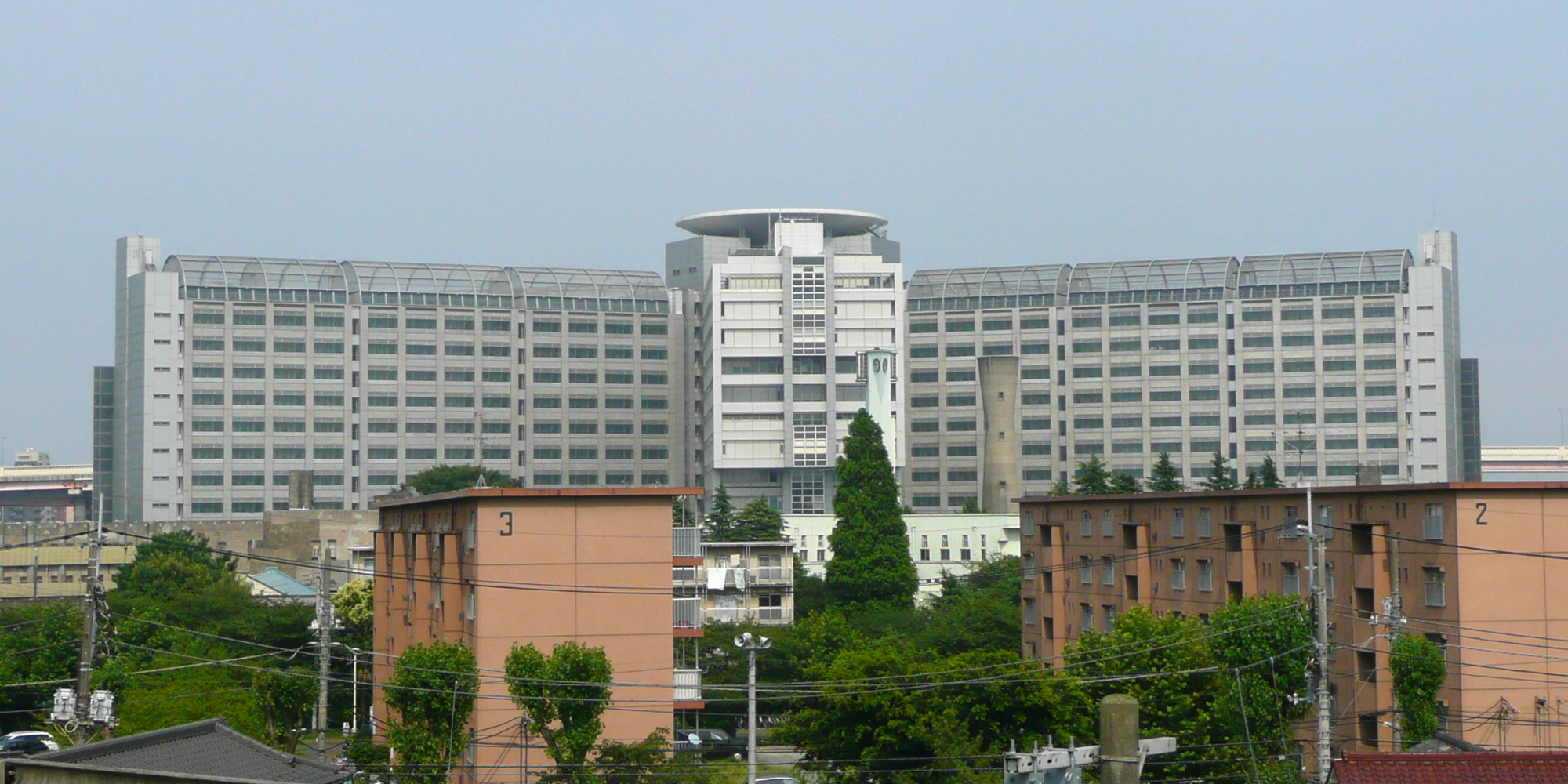
Casa de Detenção de Tóquio, que abriga uma das sete câmaras de execução do Japão.

A pena de morte é uma pena legal no Japão. É aplicado na prática apenas para assassinatos, e as execuções são realizadas por enforcamento.
A pena de morte é geralmente reservada para casos de assassinatos múltiplos, embora alguns assassinos isolados tenham sido executados em casos extraordinários, como tortura ou sequestro por resgate.

## História
A partir do século IV, o Japão tornou-se cada vez mais influenciado pelo sistema judicial chinês e adotou gradualmente um sistema de diferentes punições para diferentes crimes, incluindo a pena de morte. No entanto, a partir do período de Nara, os castigos cruéis e a pena de morte foram usados cada vez menos, provavelmente como resultado da influência dos ensinamentos budistas, e a pena de morte foi completamente abolida no período Heian. A pena de morte não foi usada por 346 anos após a execução de Fujiwara no Nakanari em 810, até ser revivida durante a rebelião Hōgen.
Durante o período Kamakura seguinte, a pena capital foi amplamente utilizada e os métodos de execução tornaram-se cada vez mais cruéis, incluindo queima, fervura e crucificação, entre muitos outros. Durante o período Muromachi, métodos de execução ainda mais severos foram utilizados, como crucificação invertida, empalamento por lança, serragem e desmembramento de bois ou carroças. Mesmo ofensas menores poderiam ser punidas com a morte, e membros da família e até vizinhos poderiam ser punidos junto com o ofensor. Esses métodos severos e o uso liberal da pena de morte continuaram durante o período Edo e no início do período Meiji, mas devido à influência do confucionismo, as ofensas contra senhores e anciãos foram cada vez mais punidas com mais severidade do que as ofensas mais baixas. A tortura foi usada para extrair confissões. Em 1871, como resultado de uma grande reforma do código penal, o número de crimes puníveis com a morte diminuiu e a tortura e flagelação excessivamente cruéis foram abolidas. Em 1873, outra revisão resultou em uma redução adicional no número de crimes puníveis com a morte, e os métodos de execução foram restritos à decapitação ou enforcamento.

## Debate público
O público japonês geralmente apoia a pena de morte. O governo monitora regularmente o apoio à pena de morte, a última pesquisa em 2015 mostrando 80,3% do público acreditando que a pena de morte é "permitida" e 9,7% que deve ser abolida. Em um julgamento de 2003, um promotor de Tóquio apresentou ao tribunal uma petição com 76.000 assinaturas como parte de seu processo por uma sentença de morte.
No final dos anos 80, quatro penas de morte que estavam aguardando desde o período imediatamente após a Segunda Guerra Mundial foram anuladas e exoneradas pela Suprema Corte. Charles Lane, do Washington Post, afirma que isso envergonhou o Ministério da Justiça, cujos funcionários acreditavam sinceramente que esses erros do sistema eram quase impossíveis. Entre 1989 e 1993, quatro ministros da justiça se recusaram a autorizar execuções, o que equivalia a uma moratória informal.
O jornal britânico The Times alegou que a pena de morte foi efetivamente suspensa em 17 de setembro de 2009 com a nomeação de Keiko Chiba, que era membro de um grupo contra pena de morte, como Ministro da Justiça. No entanto, nenhuma declaração oficial de política foi feita a esse respeito. Chiba afirmou apenas que "cuidarei com cuidado (dos casos) com base nos deveres do ministro da Justiça". A especulação do Times foi definitivamente contestada quando Chiba assinou duas sentenças de morte e testemunhou pessoalmente a execução.